# Éva Ráduly-Zörgő

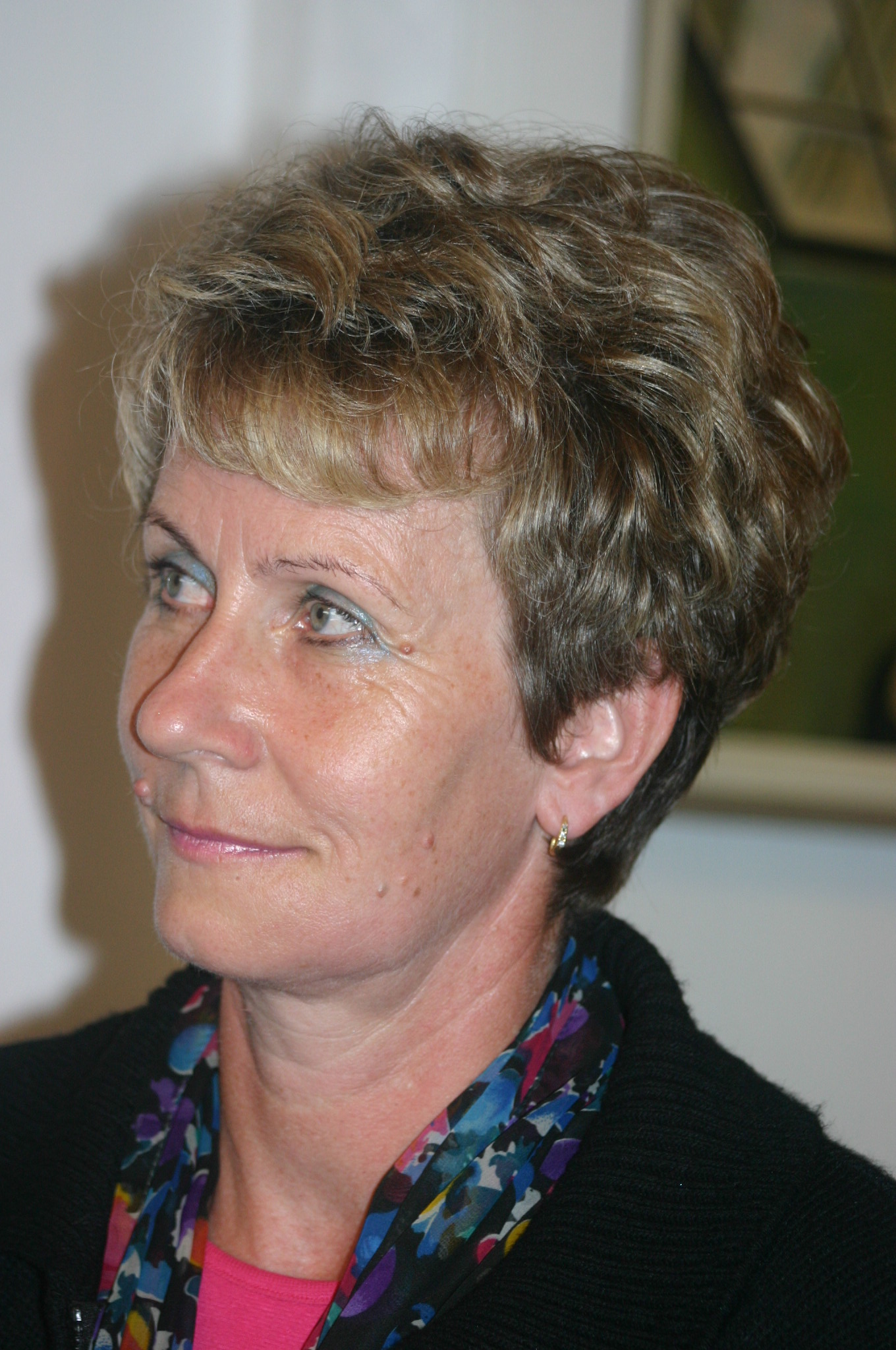
Éva Ráduly-Zörgő

Éva Ráduly-Zörgő (Éva Ileana Ráduly-Zörgő, geb. Zörgő; * 23. Oktober 1954 in Cluj-Napoca) ist eine ehemalige rumänische Speerwerferin.
Bei den Olympischen Spielen 1972 schied sie in der Qualifikation aus. Vier Jahre später wurde sie bei den Olympischen Spielen in Montreal Elfte. 
1978 wurde sie Fünfte bei den Leichtathletik-Europameisterschaften in Prag, und 1979 gewann sie Gold bei der Universiade. Bei den Olympischen Spielen 1980 in Moskau wurde sie Siebte, bei den Leichtathletik-Weltmeisterschaften 1983 in Helsinki Fünfte.
Insgesamt wurde sie achtmal rumänische Meisterin (1976–1980, 1983, 1985, 1986). Ihre Bestweite von 68,80 m stellte sie am 5. Juli 1980 in Moskau auf.